# Kuschelius dentifer
Kuschelius dentifer är en tvåvingeart som beskrevs av James E. Sublette och Wirth 1980. Kuschelius dentifer ingår i släktet Kuschelius och familjen fjädermyggor. Inga underarter finns listade i Catalogue of Life.